# Bourj al-Qassab
Bourj al-Qassab ou Burj al-Qasab (en arabe : برج القصب, en turc : Burc Keseb) est une localité du gouvernorat de Lattaquié, au nord-ouest de la Syrie. Elle est située au nord de la ville de Lattaquié et est bordée à l'ouest par la mer Méditerranée. Les villes et villages voisins sont al-Chamiyeh et Bourj Islam au nord, Kirsana au nord-est, Sitmarkho à l'est et al-Qandjareh au sud-est. La population  était de 4 902 habitants au recensement de 2004. Les habitants sont en majorité alaouites.
C'est dans les environs de Bourj al-Qassab que se situent les vestiges d'Ougarit.